# Station Herzeeuw-Plaats
Station Herzeeuw-Plaats is een voormalige spoorweghalte langs spoorlijn 75A (Moeskroen-Froyennes) bij de oude dorpskern van Herzeeuw (Fr: Herseaux), een deelgemeente van de stad Moeskroen.

## Aantal instappende reizigers
De grafiek en tabel geven het gemiddeld aantal instappende reizigers weer op een week-, zater- en zondag.
| Tabel: aantal instappende reizigers station Herseaux-Place | Tabel: aantal instappende reizigers station Herseaux-Place | Tabel: aantal instappende reizigers station Herseaux-Place | Tabel: aantal instappende reizigers station Herseaux-Place |
|                                                            | Weekdag                                                    | Zaterdag                                                   | Zondag                                                     |
| ---------------------------------------------------------- | ---------------------------------------------------------- | ---------------------------------------------------------- | ---------------------------------------------------------- |
| 1977                                                       | 64                                                         | 20                                                         | 18                                                         |
| 1978                                                       | 45                                                         | 24                                                         | 19                                                         |
| 1979                                                       | 31                                                         | 7                                                          | 1                                                          |
| 1980                                                       | 24                                                         | 5                                                          | 8                                                          |
| 1981                                                       | 27                                                         | 4                                                          | 5                                                          |
| 1982                                                       | 37                                                         | 11                                                         | 10                                                         |
| 1983                                                       | 43                                                         | 20                                                         | 17                                                         |

0,0: Moeskroen ·
2,1: Herzeeuw-Plaats ·
3,4: Herzeeuw ·
6,9: Leers-Nord ·
9,4: Néchin ·
12,5: Templeuve ·
15,6: Froyennes